# Maddison Brown
Maddison Brown (Melbourne, 23 aprile 1997) è un'attrice e modella australiana.

## Biografia
Ha iniziato la carriera come modella esordendo poi nel film televisivo Go Big. Successivamente ha recitato in The Kettering Incident e nel film Strangerland per poi passare alle serie televisive dove in Dynasty  interpreta la parte di Kirby Anders.

## Filmografia

### Cinema
- Strangerland, regia di Kim Farrant (2015)

### Televisione
- The Kettering Incident – serie TV, 7 episodi (2016)
- Dynasty – serie TV, 86 episodi (2018-2022)

## Doppiatrici italiane
Nelle versioni in italiano dei suoi film, Maddison Brown è stata doppiata da:
- Veronica Puccio in Dynasty
- Lucrezia Marricchi in Strangerland